# Epitaph der Familie Moser

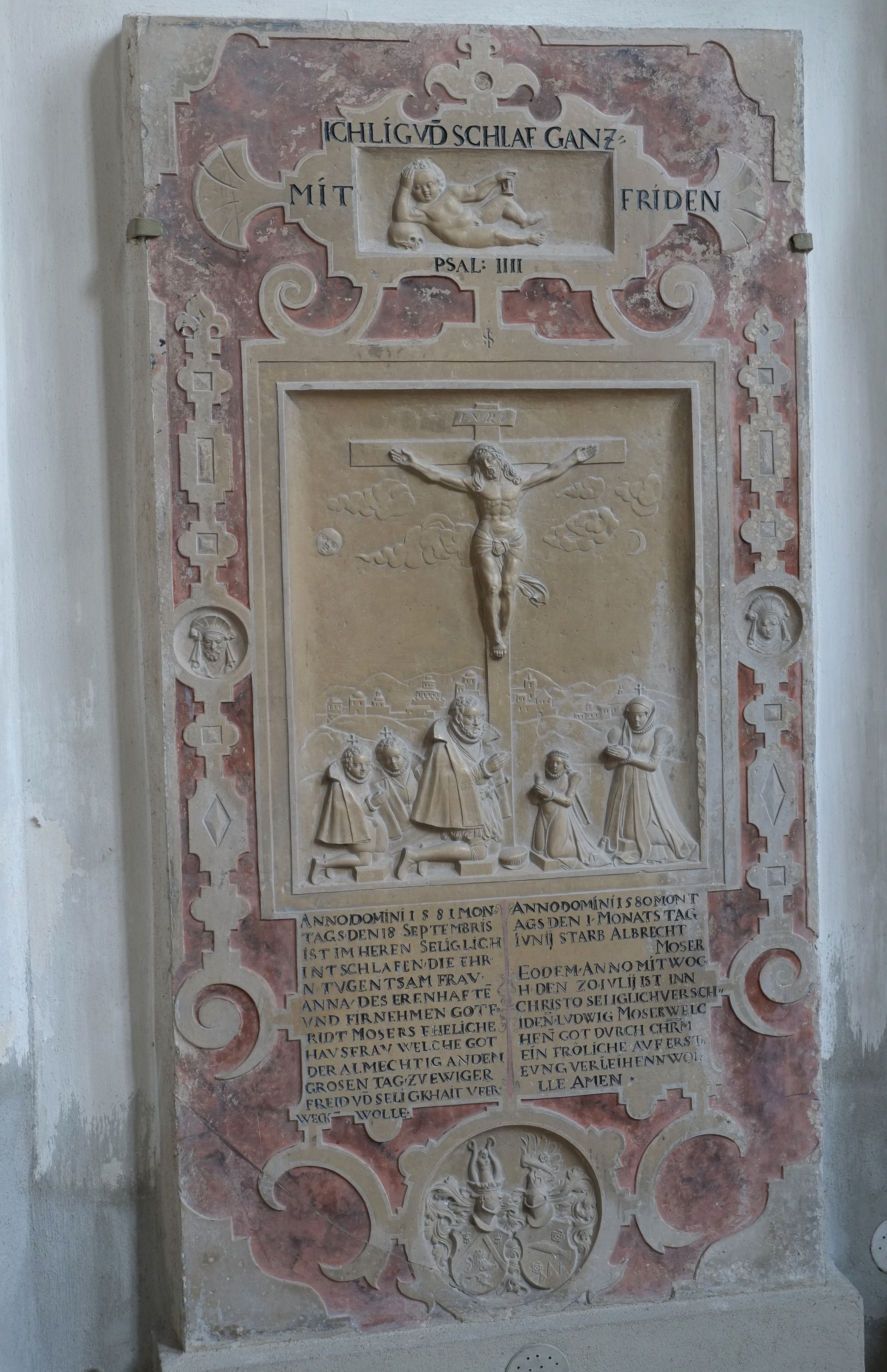
Epitaph der Familie Moser

Das Epitaph der Familie Moser befindet sich im Chor der evangelischen Stadtpfarrkirche St. Jakob in Oettingen in Bayern, einer Stadt im Landkreis Donau-Ries. Das Epitaph ist ein Teil der als Baudenkmal geschützten Kirchenausstattung.

## Beschreibung
Das Renaissance-Epitaph für Anna Moser († 28. September 1581) und ihre Söhne Albrecht Moser († 1. Juni 1580) und Ludwig Moser († 20. Juli 1580) ist 1,61 m hoch und 0,82 m breit. Der Solnhofener Marmor ist leicht bemalt und mit dem Familienwappen und einer Beschlagwerkumrahmung versehen. In der Mitte befindet sich ein Relief mit Kruzifix und der Familie der Verstorbenen. Darüber liegt ein Putto, der mit der Rechten sich auf einen Totenkopf stützt und in der Linken ein Stundenglas hält.